# María Teresa Garcés
María Teresa Garcés Lloreda (Cali, 25 de julio de 1946) es abogada, profesora y política colombiana

## Biografía
Nació en Cali (Valle del Cauca), hija de Carlos Garcés Córdoba y Mercedes Lloreda de Garcés. Es abogada de la Pontificia Universidad Javeriana, con especialización en Derecho Público en La Sorbona (París). Doctora en Derecho y ciencias jurídicas.

### Trayectoria política
Fue representante a la Cámara, y fue viceministra de Comunicaciones durante el gobierno de Belisario Betancur, entre 1982 y 1984, también fue gerente encargada de la Compañía de Fomento Cinematográfico (FOCINE) en 1983.

#### Asamblea Constituyente 1991
Fue elegida miembro de la Asamblea Nacional Constituyente,  por la Alianza Democrática M-19 en 1991.  Como constituyente propuso la creación de la Corte Constitucional y de la Defensoría del Pueblo. También propuso convertir en norma constitucional el ‘principio de la celeridad’. Tuvo una participación destacada en el proceso organizativo del Movimiento de Mujeres para que sus propuestas fueran recogidas por la Constitución.

#### Cargos posteriores
Se ha desempeñado como magistrada del Tribunal Contencioso Administrativo del Valle del Cauca y del Consejo Nacional Electoral, relatora de la Sala Constitucional de la Corte Suprema de Justicia y Veedora Distrital de Bogotá en 2001. Es consultora, profesora e investigadora y asesora el proceso legal de los pensionados de la Flota Mercante Grancolombiana desde 1995.